# Wappen der Provinz Pontevedra

Wappen der Provinz Pontevedra (Abbildung von 1972)

Das Aussehen des Wappens der Provinz Pontevedra wurde erstmals offiziell am 27. Juni 1972 von der Abgeordnetenkammer der Provinz bestätigt. In dieser Sitzung wurde einstimmig das Reglamento de Honores y Distinciones der Provinz verabschiedet, in dem das Provinzwappen im Anhang Nr. 14 auf Seite 37 abgebildet ist. Die Entscheidung wurde am 9. Oktober 1973 vom spanischen Ministerio de Gobernación gebilligt. Es handelt sich um eine Modifikation des Stadtwappens von Pontevedra.

## Beschreibung
In der Heraldik werden die Bezeichnungen rechts und links grundsätzlich aus der Sicht der Person verwendet, die den Schild vor sich her tragen würde, also entgegengesetzt zur Sicht des Betrachters.
Das Wappen der Provinz Pontevedra besteht aus einem silbernen Schild, darauf eine goldene, schwarz vermauerte, dreibogige Brücke mit einem Brückenkreuz in der Mitte über blau-silbernen Wellen. Beiderseits der Brücke befinden sich Stadttore mit silbernen Fenster- und Toröffnungen, rechts mit zwei runden Zinnentürmen und dem hohen rechteckigen Tor dazwischen, links mit einem quadratischen Zinnenturm, durch den das Tor hinduchgeht. Auf dem Schild liegt die geschlossene spanische Königskrone, aus der blau-goldene Helmdecken fallen, die den gesamten Schild umgeben.

## Historische Herkunft der Wappenbestandteile

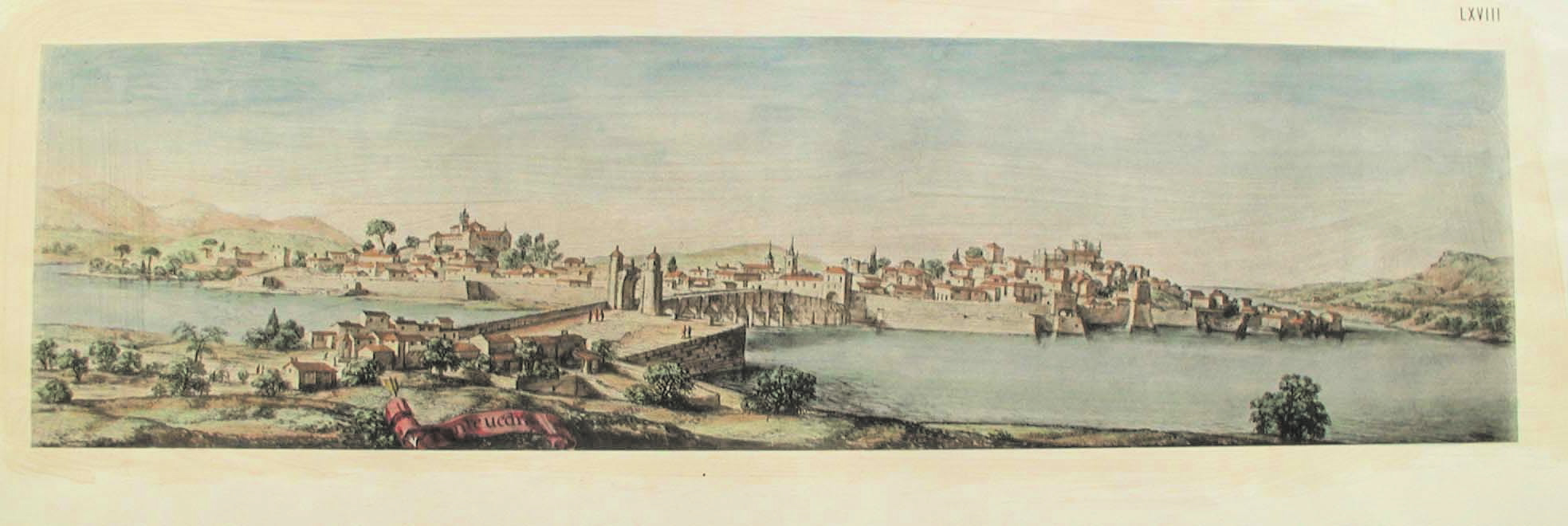
Darstellung der Puente del Burgo von 1669 (Maler: Pier Maria Baldi [1630–1686])

Bei der Brücke über den Río Lérez handelt es sich um die Puente del Burgo, die erstmals 1165 erwähnt wird, als die Könige Ferdinand II. von León und Alfons I. von Portugal hier Frieden schlossen. Im Laufe der Jahrhunderte wurde sie mehrfach baulich verändert. Sie hatte meist 12 bis 15 Bögen, nicht nur die drei, die im Wappen erscheinen. Das Brückenkreuz vom Anfang des 16. Jahrhunderts erinnert daran, dass Pontevedra ein zentraler Punkt auf dem portugiesischen Jakobsweg ist und zum Erzbistum Santiago de Compostela gehört. Es wurde 1954 von der Brücke in den Kreuzgang der Basilika Santa María La Mayor versetzt. Auf der linken Seite der Brücke ist die Puerta del Puente zu sehen, die in die Stadtmauer Pontevedras einbezogen war, am 12. Oktober 1719 von den Engländern weitgehend zerstört und nach einer Rekonstruktion 1805 endgültig abgebrochen wurde.